# Budești
Budești ist eine Kleinstadt im Kreis Călărași in der Region Walachei in Rumänien.

## Lage

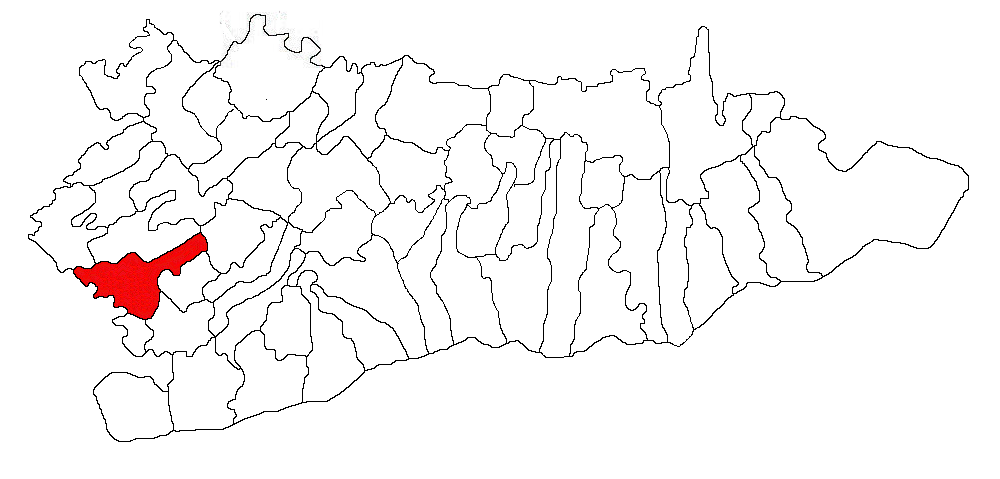
Lage von Budești im Kreis Călărași

Budești liegt in der Großen Walachei 35 km südöstlich der Landeshauptstadt Bukarest, an der Mündung der Dâmbovița in den Argeș. Die Kreishauptstadt Călărași befindet sich etwa 70 km östlich, die Donau etwa 25 km südlich.

## Geschichte
Indirekte Anhaltspunkte weisen darauf hin, dass Budești seit spätestens 1450 existierte. Die erste urkundliche Erwähnung der Ortschaft erfolgte 1521. Budești war lange landwirtschaftlich geprägt. Im 19. Jahrhundert – noch zu Zeiten der osmanischen Vorherrschaft – gehörte das Dorf der aus Italien stammenden und teilweise in Istanbul lebenden Adelsfamilie Mano. Diese errichteten in Budești ein Schloss, das in kommunistischer Zeit zur Baumaterialgewinnung weitgehend abgerissen wurde.
1977 wurde Budești durch ein Erdbeben teilweise zerstört.
1989 erhielt der Ort den Status einer Stadt. Die wichtigsten Wirtschaftszweige sind die Landwirtschaft sowie die Produktion von Kunststoff und Parkettfußböden.

## Bevölkerung
1930 lebten auf dem Gebiet der heutigen Stadt etwa 5500 Menschen. Bei der Volkszählung 2002 wurden 9702 Einwohner registriert, davon etwa 4300 in Budești, die übrigen in den eingemeindeten Dörfern. Davon waren 7660 Rumänen und 2038 Roma in Rumänien. Damit gehört Budești zu den Städten Rumäniens mit dem größten Roma-Anteil.
Im Jahr 2006 wurde das Dorf Crivăț aus der Stadt ausgegliedert, so dass die Bevölkerungszahl entsprechend zurückging.

## Verkehr
Budești liegt an der Bahnstrecke von Bukarest nach Oltenița. In beide Richtungen verkehrten 2009 nur etwa zwei Nahverkehrszüge täglich. Es bestehen regelmäßige Busverbindungen nach Bukarest. Durch den Ort führt auch die Hauptstraße Drum național DN4.

## Sehenswürdigkeiten

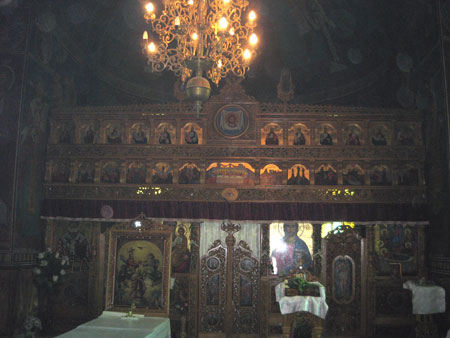
In der orthodoxen Kirche von Budești

- Kirchen in Budești und im Ortsteil Aprozi (19. Jahrhundert)
- Ruinen des Mano-Schlosses (1827)

## Persönlichkeiten
- Mădălin Voicu (* 1952), Violin-Virtuose